# Tecnologia de processamento de informação e o envelhecimento
Um fator importante a ser considerado na velhice é o declínio cognitivo. Essas tecnologias de processamento de informações precisam ser centradas em fatores que definem a cognição. Este artigo destaca alguns dos modelos conceituais e teorias importantes que governam a concepção de tais sistemas. O foco principal é olhar para as diferentes tecnologias de processamento de informação utilizadas atualmente com o propósito de se propiciar um melhor desempenho funcional. Conforme os baby boomers do país envelhecem, há a existência de uma demanda crescente por um bom sistema de suporte o qual seja capaz de aliviar seu fardo. A tecnologia é onipresente na maioria dos contextos sociais nos Estados Unidos e em outros países industrializados e se tornou uma parte importante da vida cotidiana como um componente integral da maioria das atividades. O advento da tecnologia tem demonstrado resultados promissores em diversos campos, como a prestação de cuidados e a tecnologia de condução em veículos, ao focar nas necessidades dos idosos e colocá-los no centro dessa transformação. Esses sistemas funcionariam em favor do desenvolvimento e do empoderamento não apenas dos idosos, mas também de suas famílias, ao mesmo tempo em que reduziriam parte da sua carga e aumentariam a sua independência. No entanto, continua a existir uma divisão digital entre a população idosa, com menos uso de tecnologia, fazendo com que eles se tornem desfavorecidos e privados de direitos.

## Idosos e a tecnologia
Embora os adultos mais velhos estejam utilizando cada vez mais a tecnologia, vários artigos publicados indicam que eles geralmente possuem uma maior dificuldade em aprender a usá-las e operá-las quando comparados a adultos mais jovens. A adoção bem-sucedida de tecnologia está se tornando progressivamente mais importante para a independência funcional, e a necessidade do emprego de novas tecnologias encontra-se difundida tanto na vida dos adultos jovens, quanto a dos  adultos mais velhos. Os idosos agora são mais do que nunca confrontados com uma vasta gama de novas tecnologias diariamente. Dessa forma, uma tarefa importante no campo da gerontologia é o desenvolvimento de ferramentas de treinamento as quais possuam a capacidade de auxiliar e melhorar a accessibilidade para idosos. O que torna isso complexo é a essencialidade da produção de ferramentas específicas para a idade que correspondam às capacidades cognitivas e perceptivas da faixa etária.

### Cognição
As capacidades cognitivas referem-se às nossas habilidades mentais, através das quais prestamos atenção ao mundo, interpretamos as informações ao nosso redor, aprendemos e lembramos, resolvemos problemas e tomamos decisões. Sabe-se que as diferenças de idade no funcionamento cognitivo resultam em uma redução dos recursos cognitivos disponíveis, prejudicando assim a capacidade dos adultos mais velhos de realizarem tarefas cognitivamente exigentes. O envelhecimento cognitivo provoca uma mudança no mecanismo relacionado ao processamento da informação e à função da memória de trabalho. De acordo com Craik, tais mecanismos são responsáveis pela velocidade do declínio de desempenho relacionada à idade no processamento mental, juntamente com uma redução dos recursos cognitivos online disponíveis em qualquer momento com o propósito de se processar, armazenar, recuperar e transformar informações (memória de trabalho), com foco em um alvo, em prestar atenção e no processamento sensorial da informação. Isso é importante, já que a relação inerente entre as habilidades cognitivas e a adoção de tecnologia aponta para a importância de se garantir que as interfaces do sistema sejam bem projetadas e fáceis de usar. A utilização da teoria do processamento de informações na cognição analisa o papel dos três estágios da memória relacionados à recuperação de informações, a transferência e a recordação. O processamento de informações cognitivas foca-se em diferentes aspectos da instrução e em como tais aspectos são capazes de facilitar ou prejudicar o aprendizado e a memória. Ele enfatiza o uso de estratégias que concentram a atenção do aluno, promovem a codificação e a recuperação e fornecem uma prática significativa e eficaz em ambientes de aprendizagem e no currículo.

## Processamento de informação: teoria, modelo e tecnologias
A teoria do processamento de informações é uma abordagem empregada no estudo do desenvolvimento cognitivo desenvolvido fora da tradição experimental americana em psicologia. Psicólogos do desenvolvimento, os quais adotam a perspectiva do processamento de informações, explicam o progresso mental em termos de mudanças maturacionais dos componentes básicos da mente de uma criança. A teoria baseia-se na ideia de que os humanos processam as informações recebidas, ao invés de apenas responderem a estímulos. Essa perspectiva equipara a mente a um computador, o qual é responsável por analisar as informações oferecidas pelo ambiente. De acordo com o modelo padrão de processamento de informações para o desenvolvimento mental, o maquinário mental inclui mecanismos de atenção a fim de conduzir as informações, memória de trabalho para manipular ativamente a informação e memória de longo prazo com a finalidade de reter passivamente a informação para que ela possa ser utilizada no futuro. O foco principal do processamento de informações está na memória. O modelo mais amplamente aceito é chamado de ‘Teoria do estágio’ com base no trabalho de Atkinson e Shriffin mostrado na figura 1. O modelo se concentra em como as informações são armazenadas na memória em três diferentes estágios. Nessa teoria, a informação é pensada para ser processada de uma maneira seriada e descontínua conforme ela se move de um estágio para outro.

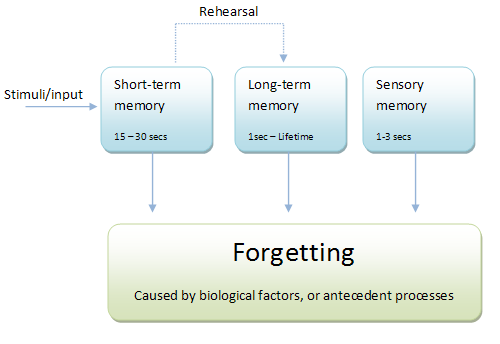
Figura 1: Teoria do Estágio

As tecnologias são sistemas compensatórios os quais podem ser empregados na sustentação do declínio e do comprometimento cognitivo e, de tal forma, melhorar o seu desempenho. Eles variam de sistemas simples de lembretes domésticos a sistemas sofisticados de suporte robótico. Embora existam inúmeras intervenções tecnológicas atualmente em andamento, continua-se a existir um aumento na quantidade de pesquisas e trabalhos que se concentram no fornecimento de suporte compensatório em uma série de deficiências funcionais executivas para os idosos. Os primeiros trabalhos de auxílios de memória prospectivos e dispositivos de assistência investigaram a aplicação de tecnologias comuns que eram baratas, fáceis de usar e não possuíam estigmas sociais. Devido à limitação inerente de tais dispositivos, houve a necessidade de se projetar dispositivos portáteis que forneçam dicas e informações relevantes e sejam eficazes como auxiliares de memória. Listadas abaixo estão algumas das tecnologias de informação que foram desenvolvidas:
| Dispositivo                      | Descrição |
| -------------------------------- | --- |
| IQ Voice Organizer               | A tecnologia é um dispositivo de bolso que permite que mensagens verbais sejam gravadas e reproduzidas de forma audível a qualquer momento                                                                                          |
| Data Link Watch                  | O dispositivo é um sistema que consiste em um relógio de pulso e um programa de software para PC que armazena a agenda do usuário e informações médicas importantes que podem ser usadas para lembrar o usuário na forma de alertas |
| Cell Minder                      | A tecnologia ajuda a rastrear as programações dos usuários e os lembra ligando para seus telefones celulares |
| Mapas de ajuda de memória (MAPS) | Permite a comunicação de informações do usuário com cuidadores e médicos, a fim de registrar a programação dos usuários e entrar em contato com médicos automaticamente se surgirem problemas                                       |
| Sistema de orientação de tarefas | Para usuários com deficiências cognitivas graves que podem ser programadas e personalizadas para orientar as tarefas dos usuários na forma de prompts                                                                               |

O futuro da tecnologia de processamento de informações reside na criação de dispositivos dependentes do contexto (tais quais seu ambiente físico e social), se o dispositivo soubesse da localização do usuário, por exemplo, ele poderia fornecer lembretes relevantes para esse local. As informações sobre o meio ambiente do usuário também possuem a possibilidade de fornecer pistas para o dispositivo sobre quais lembretes podem acabar sendo importantes ou desnecessários. Os sinais sociais têm a capacidade de permitir que o dispositivo saiba quando um lembrete seria inadequado, como por exemplo, quando o usuário está falando com outra pessoa e pode não querer ser interrompido.[carece de fontes?]

## Outras teorias de processamento de informação
Existem muitas teorias mais recentes sobre o processamento de informações que diferem do modelo da teoria dos estágios e, hoje em dia, a pesquisa e o estudo continuam a modificar as crenças existentes nessa área da psicologia cognitiva. Apesar de se existir partes comumente aceitas, o quadro completo de como as informações são processadas está em uma mudança contínua.
Níveis de processamento: uma das primeiras alternativas à teoria dos estágios foi desenvolvida por Craik e Lockhart (1972) e foi a responsável pela rotulação dos níveis de modelo de processamento. Especificamente, os níveis da teoria do processamento sustentam que a memória não está em três estágios, o que a separa imediatamente do modelo da teoria do estágio.
Teoria da codificação dupla: Outra teoria no debate sobre processamento de informações é o trabalho de Paivio na codificação dupla. Essa teoria dá igual importância ao processamento verbal e não verbal e sugere que existem dois sistemas separados para processar esses tipos de informação.
Teoria do esquema, processamento paralelo distribuído e modelos conexionistas: Rumelhart (1980), trabalhando em conjunto com outros, desenvolveu a teoria do esquema do processamento da informação e da memória. Ele sugeriu que um esquema é uma estrutura de dados com o propósito de representar conceitos genéricos armazenados na memória.